# Loco Poco
„Loco Poco” este un cântec al interpretei române Anca Pop. Acesta a fost lansat la nivel internațional la data de 26 mai 2017 ca cel de-al patrulea extras pe single al albumului său de debut omonim de către casele de discuri Roton Music și Edel Italy.
La datele de 30 mai și 3 iulie 2017. Anca Pop a interpretat piesa la 'Neatza cu Răzvan și Dani. Iar la data de 31 mai piesa a fost interpretată La Măruță. La datele de 7 iunie și 7 iulie, piesa a fost interpretată la Prietenii de la 11, iar la data de 10 iulie, Anca a interpretat versiunea Remix „DJ Nana” la Teo Show.

## Compoziție
Melodia a fost scrisă în întregime de către artista însăși și a fost produsă de către Pink Elephant și Eduard Serei. Liric versurile vorbesc despre o prostituată care speră să găsească un bărbat pe nume „Pedro”ː „Loco Poco este o piesă ce spune povestea fetelor care își vând trupul pentru a trăi, fie că practică această meserie pe stradă, în cluburi sau în fața unui laptop făcând video-chat. Toate aceste fete visează să întâlnească un “Pedro”, un bărbat cu bani, puternic, care să le facă să se simtă ca și împreună cu care sa conducă lumea.”

## Videoclipul
Videoclipul pentru piesă a fost regizat de către Bogdan Păun și filmat în Macau, China. Videoclipul o prezintă pe Anca plimbându-se pe o strada cu lumini de neon. În videoclip sunt prezente un număr de șapte dansatoare thailandeze. „Pentru a fi cât se poate de autentic, șapte dansatoare din cartierul roșu din Patpong din Thailanda au filmat alături de mine clipul «Loco Poco». Am aflat multe povești fascinante și am ajuns la concluzia că femeile nu trebuie judecate, indiferent de meseria pe care aleg să o facă. În viață trebuie să faci ceea ce te face să te simți cu adevărat liber” a declarat artista. La data de 22 iunie 2017 a fost lansat un alt videoclip pentru versiunea „Check Point Remix”, în videoclip artista nu își face apariția, decât dansatoarele ei. Videoclipul a fost filmat la o vilă de pe Coasta de Azur din Cannes și a fost regizat de către Emil Rengle. La datele de 10 și 19 iulie au fost publicate alte videoclipuri în aceeași locație.

## Ordinea pieselor pe disc
| Nr.                              | Titlul          | Durată |
| -------------------------------- | --------------- | ------ |
| Descărcare digitală              |                 |        |
| 01.                              | „Loco Poco” [A] | 2ː58   |
| Descărcare digitală – Radio Edit |                 |        |
| 01.                              | „Loco Poco” [B] | 2ː59   |
| Descărcare digitală – Remixes EP |                 |        |
| 01.                              | „Loco Poco” [B] | 2ː59   |
| 02.                              | „Loco Poco” [C] | 2:59   |
| 03.                              | „Loco Poco” [D] | 3:28   |
| 04.                              | „Loco Poco” [E] | 3:35   |
| 05.                              | „Loco Poco” [F] | 3:05   |
| 06.                              | „Loco Poco” [G] | 2:44   |

| Nr.                                                | Titlul            | Durată |
| -------------------------------------------------- | ----------------- | ------ |
| Descărcare digitală – Check Point Remix            |                   |        |
| 01.                                                | „Loco Poco” [H]   | 3:13   |
| Single digital distribuit în Japonia               |                   |        |
| 01.                                                | „Loco Poco” [E]   | 3:35   |
| Descărcare digitală – Shaft, Soka Remix (Trinidad) |                   |        |
| 01.                                                | „Loco Poco” [III] | 3:06   |
| Descărcare digitală – Probaker & Mikke Foo Remix   |                   |        |
| 01.                                                | „Loco Poco” [J]   | 3:20   |

| Specificații - A ^ Versiunea de pe albumul de proveniență, Anca Pop. - B ^ Versiunea „Radio Edit”. - C ^ Remix „Alessandro Kraus”. - D ^ Remix „Jeremy Chatelain”. - E ^ Remix „DJ Nana”. | - F ^ Remix „Domenico Torti”. - G ^ Remix „Pink Elephant”. - H ^ Remix „Check Point”. - III ^ Remix „Shaft, Soka”. - J ^ Remix „Probaker & Mikke Foo”. |

## Personal
Date preluate de pe coperta albumului Anca Pop.
- Muzică și Versuri: Anca Pop
- Producție: Pink Elephant și Eduard Serei
- Mixaj și Masterizare: Serj Musteata

## Datele lansărilor
| Țară             | Dată          | Format                         | Casă de discuri | Ref.   |
| ---------------- | ------------- | ------------------------------ | --------------- | ------ |
| La nivel mondial | 26 mai 2017   | Descărcare digitală            | Roton Edel      | [ 2 ]  |
| Italia           | 26 mai 2017   | Radio                          | Roton Edel      | [ 22 ] |
| Italia           | 14 iunie 2017 | Radio (Alessandro Kraus Remix) | Edel            | [ 23 ] |